# Edwin McMillan
Edwin Mattison McMillan (Redondo Beach (Californië), 18 september 1907 – El Cerrito (Californië), 7 september 1991) was een Amerikaanse wetenschapper die er als eerste in slaagde om een transuraan element te maken. Hiervoor ontving hij in 1951 samen met Glenn Seaborg de Nobelprijs voor de Scheikunde.

## Biografie
McMilan werd geboren in Redondo Beach in Californië als zoon van de arts Edwin Harbaugh McMillan en Anna Maria Mattison. De familie verhuisde naar Pasadena toen hij een jaar oud was. Na het behalen van zijn diploma aan de Pasadena High School ging hij in 1924 naar California Institute of Technology, waar hij in 1928 zijn Bachelor of Science behaalde en in 1929 zijn Master of Science.
In 1932 promoveerde hij aan de Princeton-universiteit en trad hij in dienst van de Universiteit van Californië in Berkeley. Bij de oprichting in 1934 van het Berkeley Radiation Laboratory trad hij aldaar in dienst. Zijn experimentele bekwaamheden leidde tot de ontdekkingen van zuurstof-15 met M. Stanley Livingston en beryllium-10 met Samuel Ruben.
In 1940 maakte hij samen met Philip Abelson de ontdekking bekend van het eerste element zwaarder dan uranium. Het nieuwe element had een atoomgetal van 93 en een relatieve atoommassa van 239. Het kreeg de naam neptunium, naar de planeet Neptunus zoals 150 jaar eerder Martin Heinrich Klaproth uranium had vernoemd naar de planeet Uranus.
Het nieuwe element werd gecreëerd door uranium-238 in de cyclotron van Berkeley te bombarderen met neutronen tot uranium-239, wat via uitstoting van bètastraling vervalt tot neptunium-239 volgens de reactie:
{\displaystyle \mathrm {^{238}_{\ 92}U\ +\ _{0}^{1}n\ \longrightarrow \ _{\ 92}^{239}U} }
{\displaystyle \mathrm {^{239}_{\ 92}U\ \longrightarrow \ _{\ 93}^{239}Np\ +\ e^{-}\ +\ {\bar {\nu }}_{e}} }
McMillan was ervan overtuigd dat er ook een element 94 moest zijn en nog datzelfde jaar kreeg hij gelijk toen Glenn Seaborg, die zijn onderzoek had voortgezet, het element ontdekte: plutonium, naar de planeet Pluto. Vanwege het belang voor de nationale veiligheid werden deze ontdekkingen pas publiekelijk bekendgemaakt na het einde van de Tweede Wereldoorlog. Samen kregen ze hiervoor in 1951 de Nobelprijs voor de Scheikunde. Verder werd McMillan onderscheiden met de Atoms for Peace Award (1963, samen met Vladimir Veksler) en de National Medal of Science (1990).
Tijdens de Tweede Wereldoorlog werkte hij mee aan de ontwikkeling van de radar, de sonar en kernwapens. Zo leidde hij van 1942 tot 1946 de sectie transuranen van het Manhattan Project Metallurgical Laboratory van de universiteit van Chicago. In 1946 werd McMillan aangesteld als hoogleraar aan Berkeley, in 1954 werd hij onderdirecteur van het Lawrence Radiation Laboratory en in 1958 directeur. Deze laatste functie bleef hij tot aan zijn pensioen in 1973 uitoefenen.
McMillan was gehuwd met Elsie Walford Blumer, de dochter van George Blumer die decaan was aan de medische school van Yale. Zijn schoonzus, Molly Blumer, was getrouwd met de Nobelprijslaureaat Ernest Lawrence.

## Synchrotron
Naast de ontdekking van transurane elementen verbeterde McMillan ook in belangrijke mate de cyclotron van Lawrence, die begin jaren 1940 tegen de theoretische limiet was opgelopen. In een cyclotron bewegen geladen deeltjes in een (bijna) cirkelvormige baan in een magnetisch veld. Lawrence had gevonden dat als deeltjes boven een bepaalde grens werden versneld hun massa toenam zoals voorspeld in Einsteins relativiteitstheorie. Hierdoor raakten de deeltjes uit fase met de elektrische impuls die ze binnen de cyclotron ontvingen om ze te versnellen.
In 1945 stelde McMillan een nette oplossing voor in de vorm van de synchrotron, waarbij de vaste frequentie was vervangen door een variabele frequentie. Deze variabele frequentie kon vervolgens afgesteld worden corresponderend met de relatieve massa van de te versnellen deeltjes en zo in fase met de impuls blijven. Deze fasestabiliteit zorgt ervoor dat deeltjes die te snel ging, minder worden versneld dan deeltjes die te traag gaan, resulterend in een stabiele bundel van deeltjes. Op deze wijze konden cyclotrons gebouwd worden die veertig keer sterker waren dan Lawrence meest geavanceerde cyclotron.